# Mer des Baléares
La mer des Baléares, mer d'Ibérie ou  mer Catalane est une mer littorale de la mer Méditerranée située entre les îles Baléares et la côte nord-est de la péninsule Ibérique (plus particulièrement de l'Espagne).

## Géographie
L'Organisation hydrographique internationale détermine les limites de la mer des Baléares de la façon suivante  :
Située entre les Baléares et la côte d'Espagne,  limitée :
- au sud-ouest : par une ligne depuis le cap San Antonio (38° 48′ 07″ N, 0° 11′ 54″ E), en Espagne continentale, jusqu'au cap Berberia (38° 38′ 27″ N, 1° 23′ 19″ E), l'extrémité sud-ouest de Formentera, aux îles Baléares.

- au sud-est : par la côte sud de Formentera, de là une ligne joignant la punta Rotja (38° 39′ 10″ N, 1° 34′ 18″ E), son extrémité orientale, à l'extrémité méridionale de l'île Cabrera (39° 07′ 30″ N, 2° 57′ 14″ E), puis à l'île del Aire, au large de l'extrémité méridionale de Minorque.

- au nord-est : par la côte est de Minorque jusqu'au cap Favaritx (39° 59′ 48″ N, 4° 16′ 10″ E), de là une ligne jusqu'au cap San Sébastián (41° 53′ 30″ N, 3° 12′ 06″ E), en Espagne continentale.